# Milan Kajkl

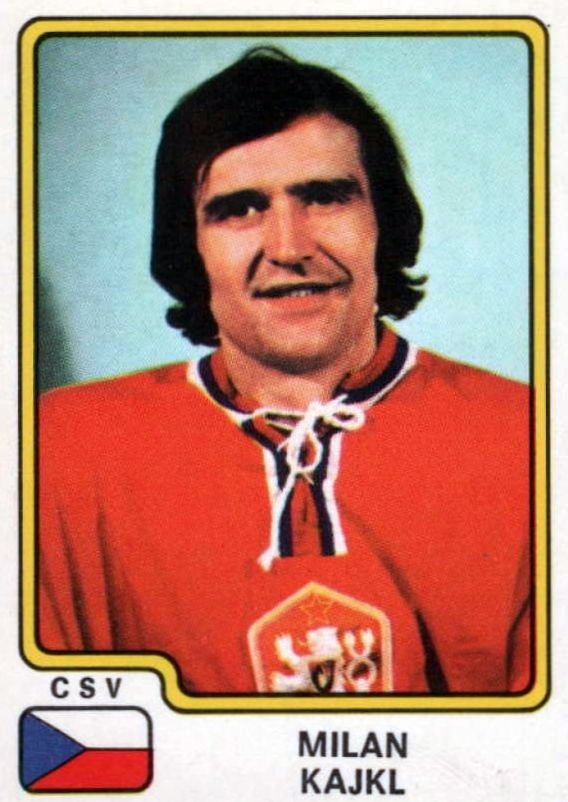
Milan Kajkl, 1979

Milan Kajkl (* 14. Mai 1950 in Pilsen, Tschechoslowakei; † 18. Januar 2014 ebenda) war ein tschechoslowakischer Eishockeyspieler, der über viele Jahre für Škoda Plzeň und die tschechoslowakische Nationalmannschaft auf der Position des Verteidigers spielte.

## Karriere
Milan Kajkl begann seine Karriere 1965 im Nachwuchs von Škoda Plzeň, bevor er 1969 für zwei Jahre zum Militärdienst eingezogen wurde und für den Armeeklub ASD Dukla Jihlava spielte. Mit Jihlava wurde er 1970 und 1971 tschechoslowakischer Meister. Zwischen 1971 und 1982 spielte er dann wieder für Plzeň in der höchsten Spielklasse der ČSSR, der 1. Liga. In dieser Zeit bildete er meist mit Bohuslav Ebermann ein Verteidigerpaar. Erst 1982 erhielt aufgrund seiner Verdienste die Erlaubnis, ins westliche Ausland zu wechseln. Seine erste Station im Ausland war in der Saison 1982/83 der EC Klagenfurter AC. Ein Jahr später wechselte er zum EV Zug in die Nationalliga A, wo er 1984 seine Karriere beendete.
In der höchsten Spielklasse der Tschechoslowakei absolvierte Kajkl insgesamt 445 Ligaspiele in 12 Spielzeiten und erzielte dabei 48 Tore.
Neben seiner Karriere auf Vereinsebene hatte Milan Kajkl auch große Erfolge bei internationalen Titelkämpfen. Mit der tschechoslowakischen Herrenauswahl gewann er eine Medaille bei Olympischen Winterspielen und vier Medaillen bei Weltmeisterschaften. 1969 gewann er mit der U19-Auswahl der ČSSR die Bronzemedaille bei der Europameisterschaft der Junioren.
Seine erste Berufung in das Herren-Nationalteam erhielt er für die Eishockey-Weltmeisterschaft 1975, wo er Vize-Weltmeister wurde. Bei der Weltmeisterschaft 1976 wurde er mit der ČSSR-Auswahl Weltmeister. Im gleichen Jahr nahm er am Canada Cup 1976 teil und wurde in den Kader für die Olympischen Winterspiele 1976 berufen, wo er die Silbermedaille gewann. Bei der Weltmeisterschaft 1977 wurde er erneut Weltmeister und 1978 Vize-Weltmeister. Im Nationaltrikot spielte er meist mit Jiří Bubla in einer Reihe und erzielte in 106 Länderspielen zwei Tore für die Tschechoslowakei.
Kaijkl starb im Alter von 63 Jahren in seiner Heimatstadt Pilsen.

## Erfolge und Auszeichnungen
- Tschechoslowakischer Meistertitel 1970 und 1971
- Goldmedaille bei den Weltmeisterschaften 1976 und 1977
- Silbermedaille bei den Olympischen Winterspielen 1976
- Silbermedaille bei den Weltmeisterschaften 1975 und 1978